# Pöljänjärvi
Pöljänjärvi är en sjö i Finland. Den ligger i kommunen Siilinjärvi i landskapet Norra Savolax, i den centrala delen av landet, 400 km norr om huvudstaden Helsingfors. Pöljänjärvi ligger 90,2 meter över havet. Den är 12,3 meter djup. Arean är 3,05 kvadratkilometer och strandlinjen är 25,36 kilometer lång. Sjön  ingår i Vuoksens huvudavrinningsområde. 